# غروزنينسكي
غروزنينسكي، هي منطقة إدارية وبلدية (رايون)، واحدة من خمسة عشر منطقة تجمع سكاني في جمهورية الشيشان، روسيا، تقع في الأجزاء الوسطى والغربية من الجمهورية.

## المساحة
تبلغ مساحة المنطقة 1600 كيلومتر مربع. المركز الإداري للمنطقة الإدارية هو المنطقة الريفية (سيلو) في تولستوي-يورت، ومع ذلك، فإن مدينة غروزني هي بمثابة المركز الإداري للمنطقة البلدية.

## السكان
بلغ عدد السكان: 118,347 (التعداد الروسي 2010)، و 126,940 (تعداد 2002).